# Otošče
Otošče – wieś w Słowenii, w gminie Divača. W 2018 roku liczyła 22 mieszkańców.